# Tụng kinh (Phật giáo)

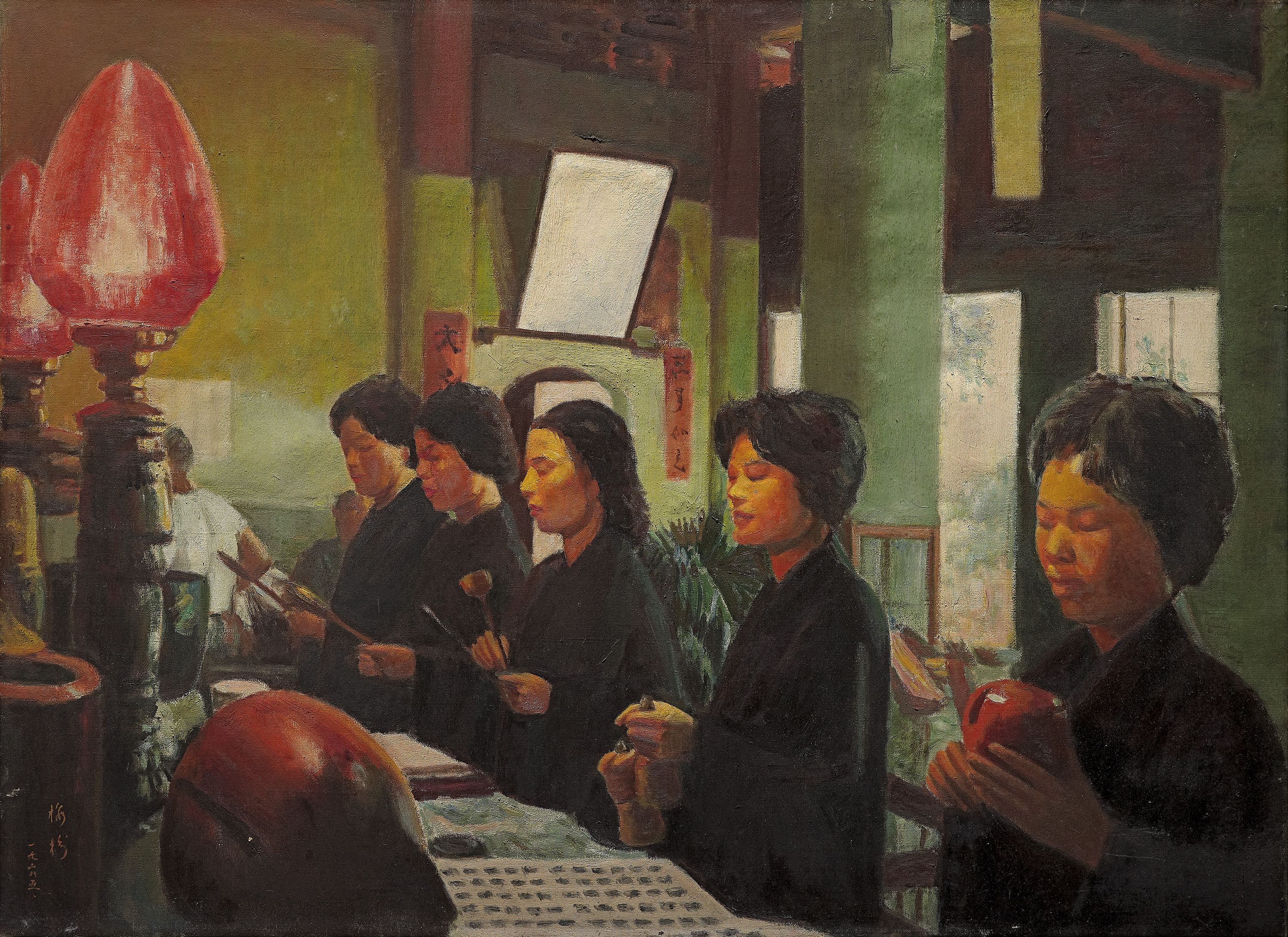
Hình ảnh minh họa các Phật tử đang tụng kinh theo truyền thống Đại thừa

Tụng kinh là xướng đọc lên những lời giáo huấn của Phật (Phật ngôn, sa. Buddhavacana) thông qua các kinh điển (sa. Sutra) do Phật tuyên thuyết. Tụng kinh là một trong những phương pháp tu tập, được thực hành rộng rãi ở mọi tông phái khác nhau của Phật giáo (Phật giáo Nguyên thủy, Đại thừa và Kim Cang thừa) trong các thời lễ nhằm cầu an, cầu siêu cho người đã khuất hoặc sám hối (Sa. Samma) những ác nghiệp mà Phật tử đã gây ra trong quá khứ hay đôi khi đơn giản là học thuộc lòng, quán xét kinh văn một cách thấu đáo. Tụng kinh được thực hiện bởi tứ chúng đệ tử bao gồm các những người đã xuất gia (tỳ-kheo, tỳ-kheo-ni) hoặc những người tu tại gia (cận sự nam/ ưu-bà-tắc, cận sự nữ/ ưu-bà-di). Thông thường, người ta thường hay tụng kinh trước tôn tượng, hình ảnh của Phật, Bồ Tát...

## Nghi thức

### Truyền thống Phật giáo Nguyên Thủy

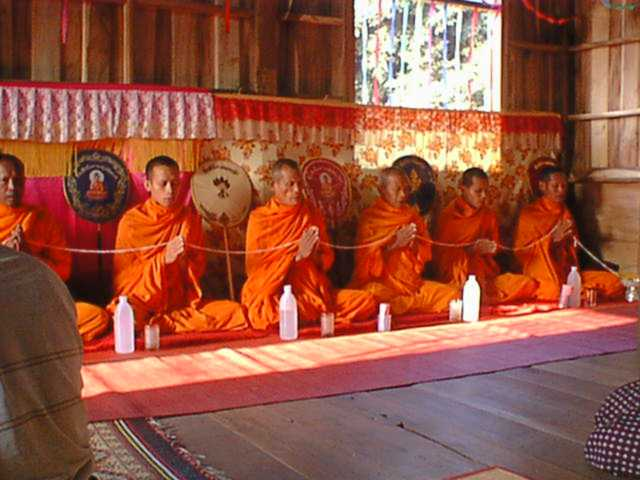
Các vị sư Nam tông tụng kinh

Theo truyền thống Phật giáo Nam tông, người ta thường tụng đọc kinh điển bằng tiếng Pali (một ngôn ngữ Ấn Độ cổ được dùng để ghi chép tam tạng Tipataka một cách trang trọng, tương tự như tiếng Latin là ngôn ngữ thiêng liêng để ghi chép, đọc Kinh Thánh trong Kitô giáo hay tiếng Ả-rập trong Hồi giáo) hoặc bằng tiếng bản xứ (như tiếng Thái, tiếng Khmer, tiếng Lào, tiếng Miến Điện, tiếng Việt...). Một số bài kinh tụng phổ biến trong Phật Giáo Nguyên Thủy bao gồm:
- Buddhabhivadana: Namo tassa bhagavato, arahato, samma-sambudhassa (Kính đảnh lễ đức Thế Tôn, Ứng Cúng, Chính Biến Tri).
- Quy y Tam bảo (Tiratana): Buddham saranam gacchami (Con xin quy y Phật), Dhammam saranam gacchami (Con xin quy y Pháp), Sangham saranam gacchami (Con xin quy y Tăng).
- Trì ngũ giới (Pancasila): Panatipata veramani sikkapadam samadiyami (Chúng con xin giữ giới không sát sinh), Addinnadana veramani sikkapadam samadiyami (Chúng con xin giữ giới không trộm cướp), Kamesu micchacara veramani sikkhapadam samadiyami (Chúng con xin giữ giới không tà dâm), Musavada veramani sikkhapadam samadiyami (Chúng con xin giữ giới không nói dối), Sura-meraya-majja pamadatthana veramani sikkhapadam samadiyami (Chúng con xin giữ giới không uống rượu).
- Tôn kính Phật, Pháp, Tăng (Buddha Vandana, Dhamma Vandana, Sangha Vandana): Iti' pi so bhagava araham sammasambuddho vijjacaranasampanno sugato lokavidu anuttaro purisadammasarathi sattha devamanussanam buddho bhagava'ti (Thế Tôn là bậc Ứng Cúng, Chính Biến Tri, Minh Hạnh Túc, Thiện Thệ, Thế Gian Giải, Vô Thượng Sĩ, Điều Ngự Trượng Phu Thiên Nhân Sư, Phật, Thế Tôn).
- Các bài Minh Hộ kinh (Paritta Sutta) được trì tụng để cầu nguyện theo những trường hợp cụ thể, theo truyền thống Phật giáo Sri Lanka thì có 11 bài kinh Paritta, đó là: kinh Hạnh phúc (Mangala Sutta), kinh Châu Báu (Ratana Sutta, dùng để cầu nguyện giải trừ dịch bệnh), Từ kinh (Metta Sutta), Kinh Ngũ Uẩn (Khanda Sutta, cầu nguyện cho người hộ trì không bị rắn cắn và các sinh vật khác tấn công), Kinh Khổng Tước (Mora Sutta, cầu nguyện cho người hộ trì thoát khỏi cảnh bị bẫy, tù đày), Kinh Luân Hồi (Vatta Sutta, cầu nguyện thoát không bị hỏa hoạn), Kinh Đầu Ngọn Cờ (Dhajagga Sutta, cầu nguyện để mang lại lòng dũng cảm cho người hộ trì), kinh A-sáng-na-chi (Āṭānāṭiya Sutta, cầu nguyện thoát khỏi sự phá hoại của ma và cầu mong hạnh phúc, an lạc), kinh Ưng-ma-la-quật (Aṅgulimāla Sutta, cầu nguyện cho thai phụ sinh con dễ dàng), Kinh Thất Giác Chi (Bojjhaṅga Sutta, cầu nguyện cho người bệnh sớm lành bệnh) và Kinh Buổi Sáng Tốt Lành (Pubbaṇha Sutta, cầu nguyện bảo vệ khỏi hiểm họa và được an lạc).
- Ngoài ra còn một số bài kinh cũng được thường tụng đọc như kinh Chuyển Pháp Luân (bài giảng đầu tiên của đức Phật sau khi ngài đắc quả vô thượng, thường được tụng vào ngày Phật đản Vesak), kinh Kỳ-lợi-ma-nan (Girimananda, kinh hộ niệm cho người bệnh), Kinh Phật lực...

### Truyền thống Đại thừa

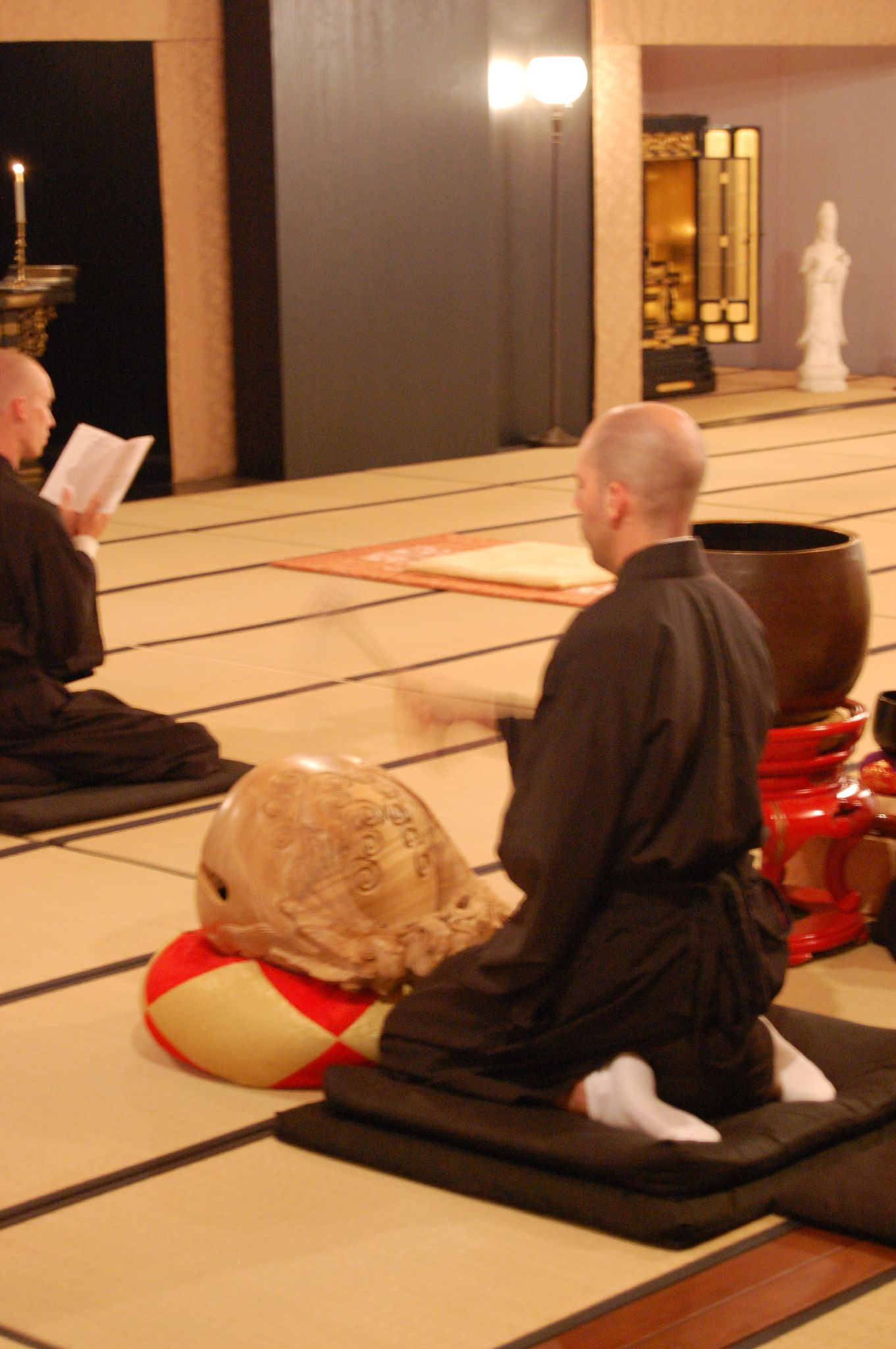
Các thiền sư tụng kinh ở thiền đường

Theo truyền thống Đại Thừa, việc tụng kinh thường đi kèm với việc sử dụng pháp khí như mõ (vị gõ mõ được gọi là Duyệt chúng), chuông (Hồng chung, chuông Báo Chúng, chuông Gia trì, vị thỉnh chuông được gọi là Duy-na hay Tri-chung), khánh... nhằm tạo nên nhịp điệu cho thời kinh. Thông thường, mỗi ngày thường có hai thời khóa tụng kinh là công phu khuya (lúc 4 giờ sáng) và công phu chiều. Ở Việt Nam, một số kinh được trì tụng phổ biến là kinh A-di-đà (để cầu được vãng sinh cõi Cực Lạc của Phật A-di-đà), kinh Diệu Pháp Liên Hoa (đặc biệt là phẩm Phổ Môn: Phật tử thường hay tụng phẩm Phổ Môn để cầu Quán Thế Âm Bồ Tát gia hộ, cầu an), kinh Địa Tạng Bồ tát Bản Nguyện (cầu siêu cho người đã khuất), kinh Dược Sư Bản Nguyện Công Đức (cầu Phật Dược Sư phù hộ người bệnh sớm được khỏi bệnh), Bát-nhã Ba-la-mật-đa Tâm kinh (thường được cầu nguyện cùng với các kinh khác) hoặc vào những lễ đặc biệt, người ta cũng thường tụng các bài sám hối như Lương hoàng sám, Từ bi Thủy sám... Dù vậy, tùy theo các tông phái, sơn môn khác nhau mà kinh được tụng sẽ khác nhau:
- Tịnh Độ Tông: thường là các kinh A-di-đà (gọi tắt Kinh Tiểu Bản), kinh Vô Lượng Thọ Phật (gọi tắt Kinh Đại Bản), kinh Quán Vô Lượng Thọ (gọi tắt Quán kinh), kinh Diệu Pháp Liên Hoa, Kinh Địa Tạng...
- Thiền Tông: thường là các kinh thuộc dòng văn Bát nhã như Bát-nhã Ba-la-mật-đa Tâm kinh, Kim Cang Bát-nhã Ba-la-mật-đa kinh..., ngoài ra Thiền Tông cũng tụng một số kinh khác như kinh A-di-đà (tụng vào công phu chiều)...
- Một số tông phái khác như Thiên Thai tông (tường tụng kinh Pháp Hoa)...

Ở Việt Nam, các tông phái khác nhau thường có xu hướng hòa nhập lại tạo thành một phái chung bao gồm Tịnh độ tông, Thiền tông và Mật tông do đó thời kinh của Việt Nam thường chịu ảnh hưởng bởi ba sơn môn trên. Nhìn chung, công phu khuya thường mang màu sắc của Mật tông (tụng chú Lăng Nghiêm), công phu chiều lại thiên về Tịnh Độ (tụng kinh, niệm Phật). Thông thường, người trì tụng sẽ thiền (ảnh hưởng của Thiền tông) trước khi tụng đọc kinh điển, trước khi tụng phần chính kinh thường là tụng các chân ngôn (mantra) tịnh nghiệp như Tịnh pháp giới chân ngôn (Án lam tóa ha), Tịnh Tam nghiệp chân ngôn (Án ta phạ bà phạ, truật đà ta phạ, đạt mạ ta phạ, bà phạ truật độ hám), Tịnh Khẩu nghiệp chân ngôn..., Đại Bi Tâm Đà-la-ni (phương pháp Mật tông), các bài kệ tán (màu sắc Tịnh Độ tông) như Cúng hương Tán Phật, Kỳ nguyện, Tán Phật, Quán tưởng, Tán Dương Chi... rồi mới đi vào phần chính kinh, sau chính kinh thường là Tâm kinh (Thiền Tông) và chân ngôn (như Quyết định vãng sinh chân ngôn, Dược Sư quán đỉnh chân ngôn, Tiêu tai cát tường thần chú)... cùng với các bài hồi hướng.
Theo kinh sách, tụng kinh có ý nghĩa giúp người trì tụng hiểu rõ nghĩa lý kinh sách, tạo nhiều phước báu, giúp người âm vất vưởng có thể siêu thoát và đôi khi giúp tiêu trừ nghiệp chướng của người tụng. Trong kinh Quán Vô Lượng Thọ, tụng đọc kinh điển Đại Thừa là một pháp môn tịnh nghiệp để được vãng sinh nước Cực Lạc. Ngoài ra, một số kinh còn mang tính hộ quốc, bảo vệ đất nước khỏi nội loạn, dịch bệnh như kinh Dược Sư hay tránh khỏi sự xâm lược, hòa bình như kinh Kim Quang Minh.

### Truyền thống Kim Cang Thừa
Kim Cang Thừa thường thiên về tụng các chú như Lục Tự Đại Minh Chú (Om Mani Padme Hum), Chuẩn Đề thần chú (namaḥ saptānāṃ samyaksaṃbuddha koṭīnāṃ tadyathā oṃ cale cule cundī svāhā), Chú Tara xanh (Om Tare Tuttare Ture Soha) và các chú khác...

## Mở rộng thêm:
Trong kinh Thuyết Pháp Với Giọng Ca (Ghitassara Sutta, AN.5.209), Phật Thích Ca Mâu Ni có thuyết:
"Này các Tỷ-kheo, có năm điều nguy hại với người thuyết pháp với giọng ca kéo dài. Thế nào là năm?
- Tự mình say đắm trong âm giọng ấy.
- Người khác say đắm trong âm giọng ấy.
- Các người gia chủ phê bình: "Như chúng ta hát, cũng vậy, các Sa-môn Thích tử này ca hát"
- Vì vị ấy cố gắng rèn luyện cho âm thanh điêu luyện nên định bị gián đoạn.
- Các thế hệ sau bắt chước.

Này các Tỷ-kheo, có năm điều nguy hại với người thuyết pháp với giọng ca kéo dài.
*Một số nơi còn có sự phân biệt giữa "tụng kinh" và "đọc kinh".  Tụng kinh là phương pháp tu tập mà người Phật tử học thuộc lòng kinh điển và xướng tụng không cần xem kinh sách. Đọc kinh là phương pháp tu tập mà người Phật tử khi đọc tụng có xem kinh sách, việc học thuộc lòng kinh điển đối với đọc kinh là không bắt buộc.